# Jonathan Krause
Jonathan Krause (* 5. April 1701 in Hirschberg; † 13. Dezember 1762 in Liegnitz) war ein deutscher evangelischer Theologe und Dichter von Kirchenliedern.

## Leben und Wirken
Krause besuchte 1716 das Elisabeth-Gymnasium in Breslau, begann 1718 ein Studium an der Universität Leipzig und wechselte 1723 an die Universität Wittenberg, wo er den akademischen Grad eines Magisters der Philosophie erwarb. Nachdem er verschiedene Stellen als Hauslehrer ausgeübt hatte, wurde er 20. August 1732 in Liegnitz zum Diakon in Probsthain (heute Proboszczów) ordiniert. 1739 wird er Pastor in Liegnitz, 1741 wird er dort Superintendent und Mitglied des Konsistoriums, was er bis zu seinem Lebensende blieb.
Krause hatte eine Reihe geistlicher Lieder gedichtet, welche allgemeine Verbreitung fanden. Die erste Sammlung seiner Lieder erschienen in Hamburg 1732 unter dem Titel „Die zum Lobe Gottes der geöffneten Lippen der Gläubigerin in heiligen Liedern über die ordentlichen sonn- und festtäglichen Evangelia“. In seiner zweiten Sammlung kamen neben den Evangelien auch Episteln hinzu. Sie erschien 1739 in Lauban unter dem Titel „Gnade und Wahrheit Gottes in Christo Jesu“. In jener zweiten Sammlung findet man das von ihm stammende Lied „Halleluja, schöner Morgen, schöner als man denken mag“, welches auch in neuere Gesangbücher Eingang fand.